# Jasačnaja
Jasačnaja (rusky Ясачная, jakutsky Дьаһаак) je řeka v Magadanské oblasti a v Saše v Rusku. Je dlouhá 490 km. Povodí řeky má rozlohu 35 900 km². Na horním toku se nazývá Pravá Jasačnaja (rusky Правая Ясачная).

## Průběh toku
Pramení na východních výběžcích pohoří Čerského. Poté, když opustí hory, protéká Kolymskou nížinou. Na dolním toku se dělí na jednotllivá ramena. Ústí zleva do Kolymy.

### Přítoky
- zleva – Omuljovka, Ogluja, Rassocha, Goňucha

## Vodní režim
Zdrojem vody jsou sněhové a dešťové srážky. Zamrzá v říjnu a rozmrzá na konci května až na začátku června.

## Využití
Pro říční lodě je splavná od přítoku Omuljovka až po ústí, ve kterém se nachází přístav Zyrjanka.